# 3825 Nürnberg
För andra betydelser, se Nürnberg (olika betydelser).
3825 Nürnberg eller 1967 UR är en asteroid i huvudbältet, som upptäcktes 30 oktober 1967 av den tjeckiske astronomen Luboš Kohoutek vid Bergedorf-observatoriet. Den har fått sitt namn efter den tyska staden Nürnberg.
Asteroiden har en diameter på ungefär 6 kilometer och den tillhör asteroidgruppen Flora.